# Église Saint-François-d'Assise de Lyon
L'église Saint-François d'Assise est une église située dans le 9e arrondissement de Lyon.

## Histoire
À la suite du développement de Lyon sur le quartier de Saint-Rambert-l'Île-Barbe et l'église Saint-Rambert étant difficile d'accès, une nouvelle église est consacrée en mai 1983 sous le vocable de saint François d'Assise.

## Description
Construite sur un plan octogonal, ses murs sont en brique et ses colonnes en bois. L'intérieur, dont l'autel et le poutrage sont en bois clair, est éclairé par une lumière dorée due aux panneaux en plastique jaune des fenêtres. 